# Liste der Einträge im National Register of Historic Places im Taney County

Lage des Taney Countys in Missouri

Die Liste der Einträge im National Register of Historic Places im Taney County in Missouri führt alle aktuellen Bauwerke und historischen Stätten im Taney County auf, die in das National Register of Historic Places aufgenommen wurden.

## Legende
| NRHP | Historic Place    |
| HD   | Historic District |

## Aktuelle Einträge
| [ 3 ] | Name                                | Bild           | Eintragsdatum        | Lage                                                                           | Ort          | Beschreibung |
| ----- | ----------------------------------- | -------------- | -------------------- | ------------------------------------------------------------------------------ | ------------ | ------------ |
| 1     | Bonniebrook Homestead               |                | 1997 ID-Nr. 84002720 | US 65 36° 46′ 24″ N, 93° 13′ 11″ W                                             | Walnut Shade |              |
| 2     | Branson City Park Historic District |                | 1993 ID-Nr. 93000874 | St. Limas Street und Oklahoma Street 36° 38′ 45″ N, 93° 12′ 50″ W              | Branson      |              |
| 3     | Downing Street Historic District    | weitere Bilder | 1978 ID-Nr. 78001678 | Downing Street zwischen 3rd Street und 4th Street 36° 37′ 23″ N, 93° 12′ 56″ W | Hollister    |              |
| 4     | Samuel T. and Mary B. Parnell House |                | 2008 ID-Nr. 08000333 | 220 Angels Trail 36° 38′ 31″ N, 93° 12′ 37″ W                                  | Branson      |              |
| 5     | John Ross House                     |                | 1983 ID-Nr. 83001054 | MO 76 36° 38′ 58″ N, 93° 18′ 30″ W                                             | Branson      |              |

## Frühere Einträge
| [ 3 ] | Name                                | Bild | Eintragsdatum        | Lage                                                  | Ort     | Beschreibung                                    |
| ----- | ----------------------------------- | ---- | -------------------- | ----------------------------------------------------- | ------- | ----------------------------------------------- |
| 1     | Sammy Lane Resort Historic District |      | 2003 ID-Nr. 93000875 | 320 East Main Street 36° 38′ 39,1″ N, 93° 12′ 56,2″ W | Branson |                                                 |
| 2     | Swan Creek Bridge                   |      | 1983 ID-Nr. 83001055 | Nördlich von Forsyth 36° 42′ 2″ N, 93° 5′ 8″ W        | Forsyth | 1989 zerstört, 1994 aus dem Register gestrichen |